# Cypel Mątowski

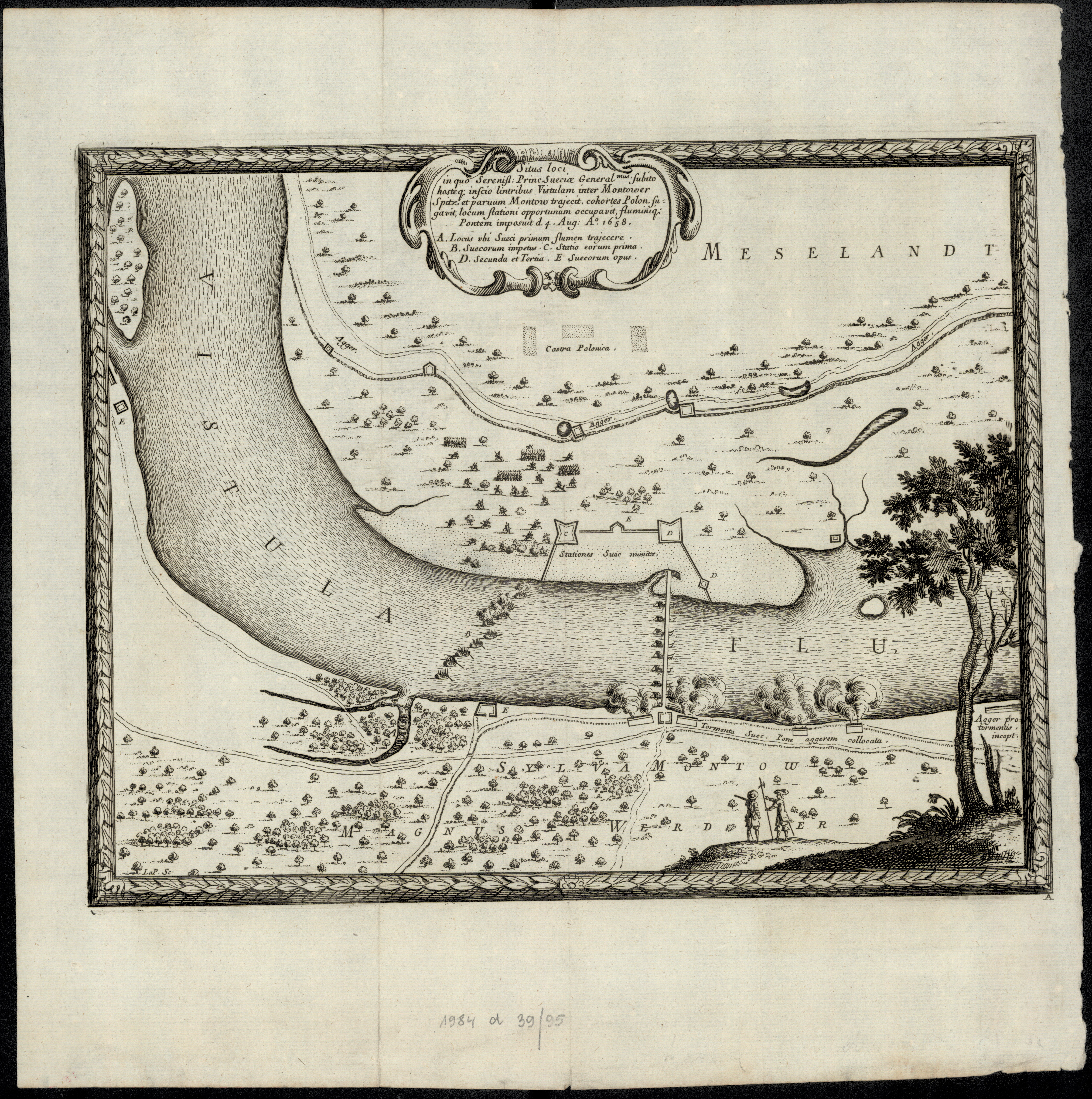
Fortyfikacje w rejonie Cypla Mątowskiego podczas potopu szwedzkiego.

Cypel Mątowski (Narożnik Mątowski) (niem. Montauer Spitze) – zalesiony półwysep położony w widłach Nogatu i Wisły na obszarze Żuław Malborskich. Cypel jest ostatnią pozostałością większego kompleksu leśnego na południowym skraju Żuław. W okresie przed XX wiekiem spełniał strategiczną rolę kontrolną nad obszarem ujściowym Wisły (polegającą na kontroli przepływu wód rzeki) i był zaraniem konfliktów między portowymi miastami Gdańsk i Elbląg. Dopiero oddzielenie koryta ujściowego Nogatu od Wisły poprzez wybudowanie węzła hydrologicznego (komorowa śluza wodna) w pobliskiej Białej Górze zdegradowało ostatecznie znaczenie cypla. W okresie od 1920 roku do 1 września 1939 roku Cypel Mątowski znajdował się na obszarze Wolnego Miasta Gdańsk. W roku 1905 w luźno rozrzuconych koloniach mieszkało 171 stałych mieszkańców.